# Mk4 FFAR

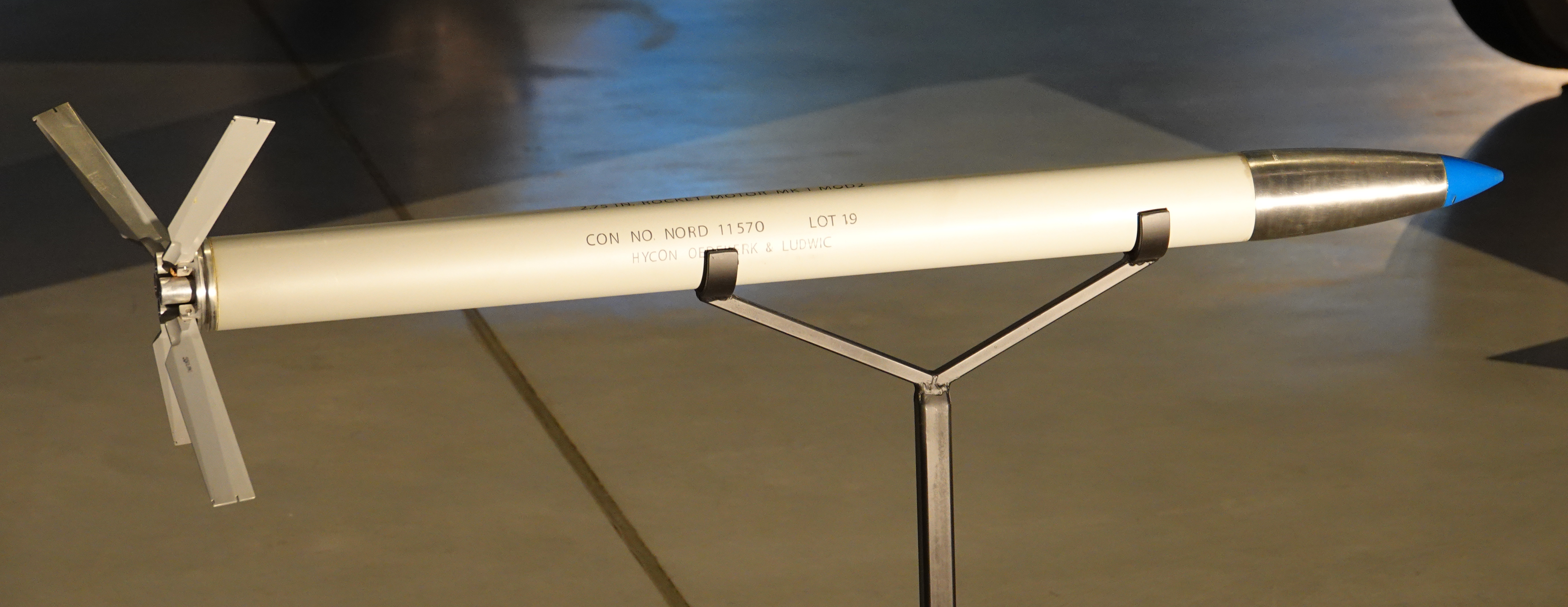
NASMに展示されているマイティ・マウス

Mk4 FFAR (Folding-Fin Aerial Rocket、マーク4 小翼折り畳み式空中発射ロケット弾)は、Mighty Mouse(マイティ・マウス)という呼称でも知られる、アメリカ製の軍用機で使用された無誘導ロケット弾である。直径2.75インチ(70mm)で、もともと敵の爆撃機を撃墜する要撃機用の空対空兵装として設計・開発されたが、空対地兵器として使用された事例のほうが有名である。

## 歴史
第二次世界大戦中、戦闘機と爆撃機の両方において飛行速度を大きく向上させるジェットエンジンが出現したことが、要撃機にとって新たな問題となった。敵機と正面から相対して迎撃を試みる際、その相対速度が1,500ft/s (457 m/s)を超えることとなり、戦闘機パイロットが敵機を十分に狙って撃墜に至らせられる被害を銃撃で与えることが可能な時間的余裕がほぼ無くなってしまった。.50口径(12.7mm)の機関銃（ブローニングM2重機関銃）では、一斉射ではなく連射を行っても爆撃機を確実な撃墜に追い込む弾頭威力が足らず、大口径の機関砲では命中弾を得るために必要な射程と発射速度が不足していることが大戦中の経験から明らかとなった。
大戦中、無誘導ロケット弾が空対地兵器として有効であることが証明され、またドイツ空軍がJG1及びJG11戦闘機部隊に配備したヴェルファー＝グラナーテ21（Wfr. Gr. 21）ロケット弾は、1943年7月29日にキールとヴァーネミュンデの攻撃に向かったアメリカ陸軍航空隊(USAAF)の爆撃機隊迎撃に初めて用いられて、空対空兵器としても有用であることが示された。ドイツでは1944年夏から秋にかけて、USAAFの第8空軍爆撃隊に対抗する迎撃機部隊であるメッサーシュミット Me262に小翼（フィン）折り畳み式ロケット弾のR4Mが装備された。
そして1940年代末、アメリカ海軍の海軍兵器テストセンター（Naval Ordnance Test Center、現在のen:Naval Air Weapons Station China Lake）とノースアメリカンによってMk4 FFARが開発された。
最初のMk4 FFARは、全長約4ft(1.2m)、重量18.5lb(8.4kg)で6lb(2.7kg)の榴弾(High-Explosive)弾頭を持っていた。ドイツのR4Mと同じく折り畳みフィンを持ち、発射時に展張されたフィンがロケット弾をスピンさせて弾道を安定させる働きをしたが、フィンの枚数はR4Mの8枚から半分の4枚となっていた。最大有効射程はおよそ3,700ヤード(3,400m)。命中精度の低さを補うため多数のロケット弾を一斉発射する手段が常用され、飛行機によっては104発のFFARを携行していた。

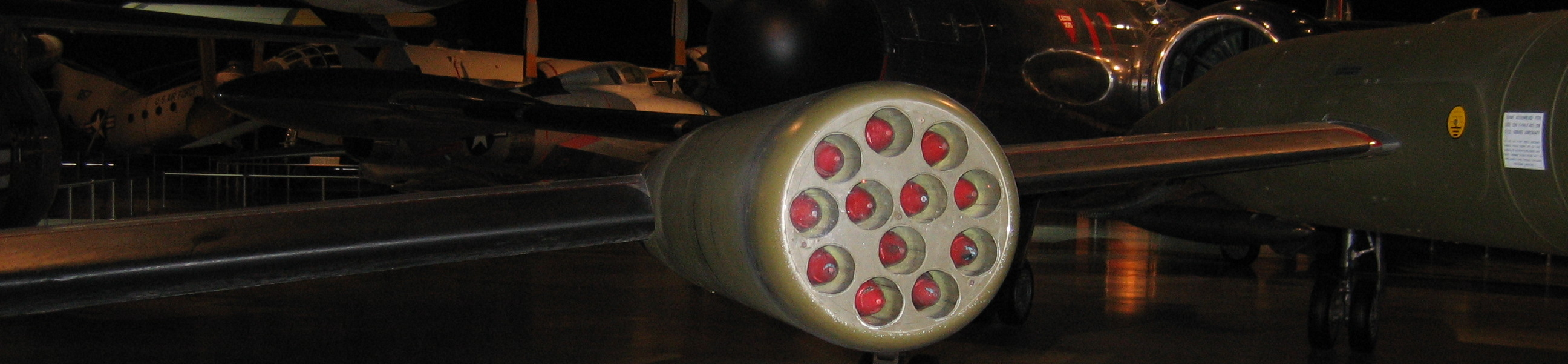
F-94Cの主翼に装備されたFFAR12連装ポッド。樹脂製カバーコーンは取り去られている。

Mk4 FFARは、1950年代初めにNATO加盟国の要撃機、F-86D、F-89、F-94C、CF-100などの主武装として用いられた。またF-102にも主武装の空対空ミサイルを補う副武装として搭載された。
日本の航空自衛隊では、1963年から新型要撃戦闘機としてF-104J/DJを導入したが、最初の3機を除いて主兵装のAIM-9B/Eサイドワインダー空対空ミサイルに全天候照準能力を付与とする赤外線照準機が装備されていなかったため、サイドワインダーが使用できない場面に対応する副武装としてMk4 FFARを使用した。F-104J/DJにMk4 FFAR搭載する場合は、7発を収納するRL-7ランチャーを左右の主翼下に1基ずつ装備した。
実戦配備されたMk4 FFARは、当時の人気アニメキャラクターにちなんで「マイティ・マウス」と呼称された。
Mk4 FFARは、空対空兵装としては性能が良くないことが証明された。命中した際の威力としては1発で爆撃機を撃墜しうるものであったが、命中精度は最悪であった。スピンする回転数が低く、風の影響や重力による弾道低下を防ぐために十分ではなかった。発射されたロケット弾は分散し、24発の一斉発射でアメリカンフットボールのフィールドを包むほど広がった。
この結果、空対空ミサイルが実用的となった1950年代後半には、航空兵装としての用途は主に放棄された。しかし、Mk4 FFARには新たに空対地攻撃兵器としての用途が見出され、特にこのころ新しく登場した武装ヘリコプター用としての適性があった。FFARの一斉射は、大変少ない重量や発射反動ながら大口径機関砲並の被害を与えることとなり、また対地攻撃用途において長距離命中精度はあまり重要視されなかった。強化されたロケットモーターと組み合わされたFFARはMk40の呼称が与えられた。Mk40はヘリコプターからの運用に合わせ、安定飛翔のためのスピン速度を増した設計となった。Mk40はMk4から発展した汎用ロケットに、作戦に合わせて選択可能な異なる弾頭を組み合わせることができた。7連装もしくは19連装のロケット弾ポッドが、さまざまな用途のために開発された。弾頭も、対人・対戦車・攻撃位置指示用（前線航空管制、白リン弾、赤リン発煙弾）などの各種用途に特化したものが用意された。
FFARは、Mk4/Mk40から、より現代的なMk66ロケットモーターに組み合わされたハイドラ70ロケット弾へと発展して2015年現在も現役である。

## アメリカ製Mk40 FFAR用発射器
アメリカはこの種の兵器の最初の使用者で、多くの種類の発射器（ランチャー）を開発した。当初、航空機用発射器は使い捨てとされ、飛行中に投棄するか作戦終了後に基地にて処分されていた。武装ヘリコプターの登場により、新たに再利用可能な発射器が求められることとなった。FFARは当初アメリカ海軍で開発された兵器であったが、後にアメリカ空軍、さらにはアメリカ陸軍があらゆる任務向けロケット弾ポッドの開発において責任を負った。これらのポッドは次のように説明されている。
- アメリカ空軍規則による発射器コード

| 呼称      | 解説                                                                          |
| --------- | ----------------------------------------------------------------------------- |
| LAU-3/A   | 19連装70mm(2.75インチ)ロケットランチャー                                      |
| LAU-3A/A  | LAU-3/A発展型、相違点不明                                                     |
| LAU-3B/A  | LAU-3A/A発展型、相違点不明、米陸軍でのXM159                                   |
| LAU-3C/A  | LAU-3B/A発展型、単発または連射に対応                                          |
| LAU-3D/A  | LAU-3C/A発展型、相違点不明                                                    |
| LAU-32/A  | 7連装70mmロケットランチャー                                                   |
| LAU-32A/A | LAU-32/A発展型、相違点不明、米陸軍でのXM157A                                  |
| LAU-32B/A | LAU-32A/A発展型、相違点不明                                                   |
| LAU-49/A  | 7連装70mmロケットランチャー                                                   |
| LAU-51/A  | 19連装70mmロケットランチャー                                                  |
| LAU-59/A  | 7連装70mmロケットランチャー                                                   |
| LAU-60/A  | 19連装70mmロケットランチャー、接地安全装置の位置以外はLAU-3/Aシリーズと同様。 |
| LAU-61/A  | 19連装70mmロケットランチャー、米陸軍でのM159A1                                |
| LAU-61A/A | LAU-61/A発展型                                                                |
| LAU-61B/A | LAU-61A/A発展型、相違点不明                                                   |
| LAU-68/A  | 7連装70mmロケットランチャー 米陸軍でのM158A1                                  |
| LAU-68A/A | LAU-68/A発展型、相違点不明                                                    |
| LAU-68B/A | LAU-68A/A発展型、相違点不明                                                   |
| LAU-68C/A | LAU-68/A発展型、相違点不明                                                    |
| LAU-69/A  | 19連装70mmロケットランチャー、米陸軍でのM200A1                                |

- アメリカ陸軍規則による発射器コード

| Designation | Description |
| ----------- | --- |
| XM141       | Launcher, 2.75-inch Rocket, Seven-Tube, Reloadable, Reusable; 7-Tube 70 mm (2.75”) rocket launcher                            |
| XM157A      | 7-Tube 70 mm (2.75”) rocket launcher; not compatible w/ Mk 66 rocket motor; USAF LAU-32A/A                                    |
| XM157B      | XM157A variant; longer launch tubes, capable of further mounting an XM118 dispenser                                           |
| XM158/M158  | Launcher, 2.75-inch Rocket, Seven-Tube, Reloadable, Reusable, Repairable; 7-Tube 70 mm (2.75”) rocket launcher                |
| M158A1      | M158 variant; modified hardback mount; USAF LAU-68/A                                                                          |
| XM159       | Launcher, 2.75-inch FFAR, 19-Tube, Reloadable, Reusable, Not Repairable; 19-Tube 70 mm (2.75”) rocket launcher; USAF LAU-3B/A |
| XM159B/C    | XM159 variants; differences unknown                                                                                           |
| M159        | 19-Tube 70 mm (2.75”) rocket launcher; type standardization of what XM159 unknown                                             |
| M159A1      | M159 variant; differences unknown; USAF LAU-61/A                                                                              |
| XM200/M200  | 19-Tube 70 mm (2.75”) rocket launcher                                                                                         |
| M200A1      | M200 variant; differences unknown; USAF LAU-69/A                                                                              |
| MA-2A       | 2-Tube rocket launcher |

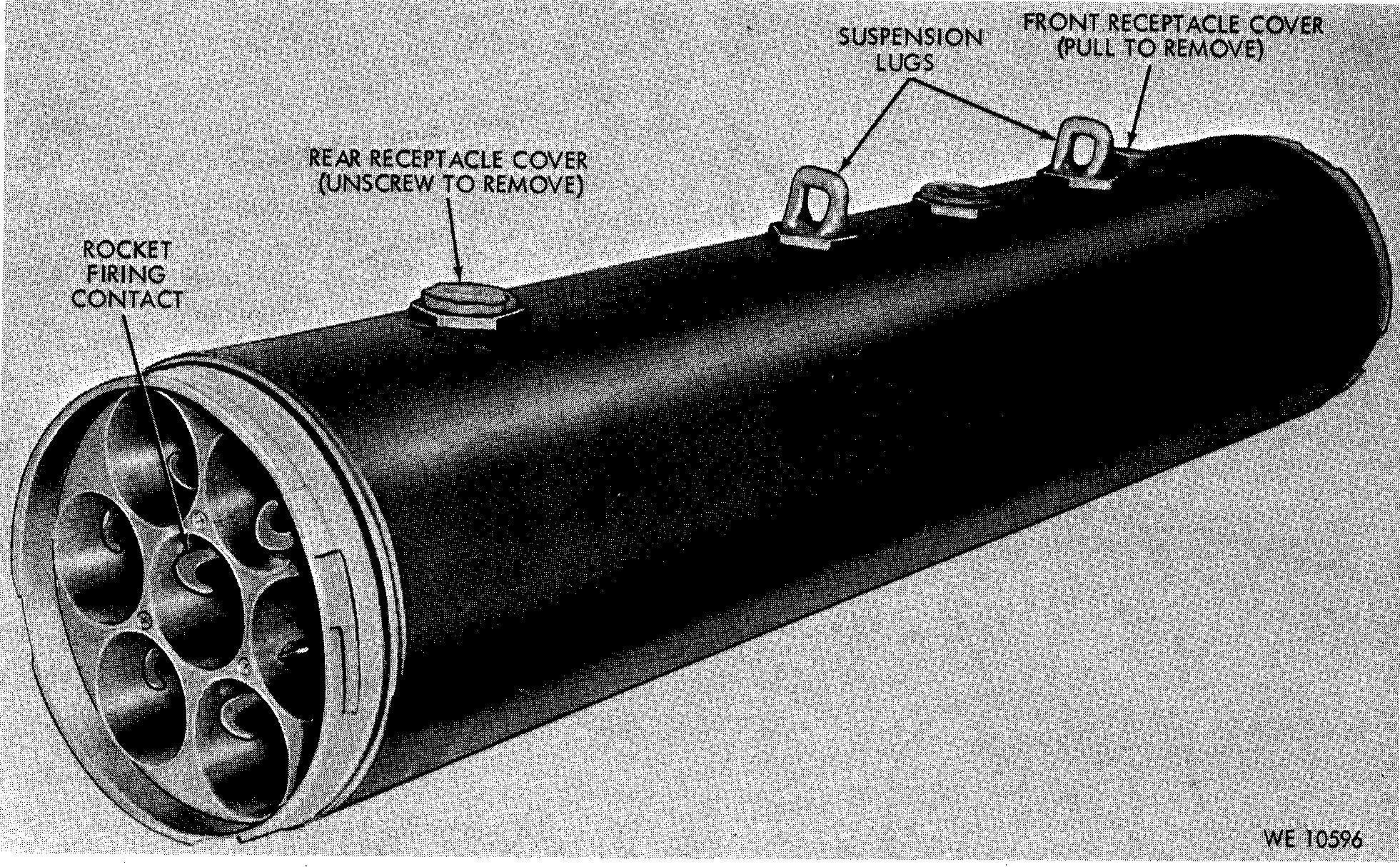
XM157 Rocket Pod

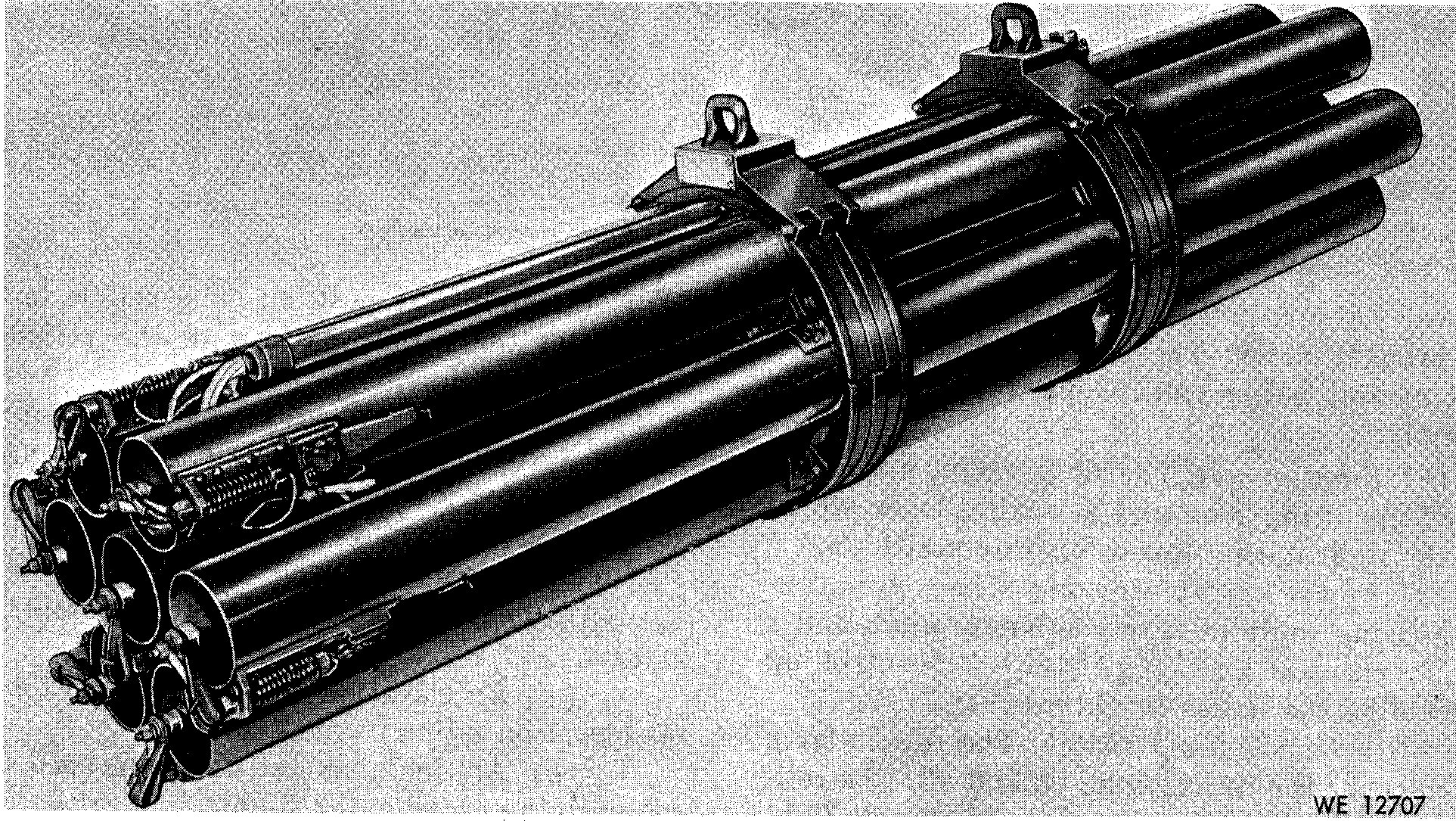
XM158 Rocket Pod

初期のUH-1B/UH-1CガンシップはXM3サブシステムを装備していて、直方体のFFAR 24発収納ランチャーをサイドのスライディングドア後端付近に装着していた。このポッドは再利用可能なもので、機体の準固有装備であった。このマウント位置は、対戦車任務に用いる際には、SS.11(AGM-22)対戦車ミサイルを3発携行できるブーム形状ランチャーの取り付けにも使用された。副操縦士席には、屋根にこれらの武装用の照準器があり、発射用コントロールボックスが備えられた。後期のUH-1CとUH-1Dにおいては、FFAR 7発ランチャーと連装のM60D機関銃が一体化されたポッドを左右両側に装備した。一部機体では機関銃に替わりM134ミニガンと3,000発の銃弾を装備した。これらの機体は通常、空中ロケット砲兵(en:Aerial Rocket Artillery)部隊としてではなく、空中騎兵(en:Air cavalry)部隊として扱われた。
また、航空機で使用済みとなったポッドは、地上部隊で火力支援基地(en:Fire support base)の防衛用ロケットランチャーとしても使用された。「スラマー(Slammer)」と呼ばれた19連装ポッドを6基結合した被牽引式ロケットランチャーが空挺兵の火力支援用としてテストされた。ハイドラ70ロケット弾を用いた場合、その射程は約7,000mであった。

## Mk40用弾頭
Mk40 Mod0汎用モーターに適合するさまざまな弾頭が開発され、あわせて信管も複数の種類が用意された。次のリストはMk40モーターが後継のMk66モーターに置き換えられる以前のものであると信じられている。

### 信管オプション
| # | Designation      | Description                   |
| - | ---------------- | ----------------------------- |
| 1 | M423             | Point Detonating              |
| 2 | XM438/M438       | Point Detonating              |
| 3 | Mk 352 Mod 0/1/2 | Point Detonating              |
| 4 | M429             | Proximity Airburst            |
| 5 | M442             | Airburst, Motor-Burnout Delay |
| 6 | Model 113A       | Airburst, Motor-Burnout Delay |

### アメリカ軍弾頭
| Designation | Description                                                        | Fuzing Options                             |
| ----------- | ------------------------------------------------------------------ | ------------------------------------------ |
| XM80        | Submunition warhead w/ 32 XM100 CS canisters                       | Unknown, believed to have an integral fuze |
| XM99        | Submunition warhead w/ 32 XM100 CS canisters; simplified XM80      | Unknown, believed to have an integral fuze |
| M151        | High Explosive (HE)                                                | 1,3,4,5                                    |
| M152        | High Explosive (HE) w/ red smoke marker                            | 1,3,4,5                                    |
| M153        | High Explosive (HE) w/ yellow smoke marker                         | 1,3,4,5                                    |
| M156        | White Phosphorus (WP)                                              | 1,3,4,5                                    |
| XM157       | Red smoke; unknown compound                                        | 1,3,4,5                                    |
| XM158       | Yellow smoke; unknown compound                                     | 1,3,4,5                                    |
| M247        | High-Explosive Anti-Tank (HEAT)/High-Explosive Dual Purpose (HEDP) | 2 (Integral to Warhead)                    |
| M257        | Parachute Illumination                                             | 5 (Integral to Warhead)                    |
| Mk 67 Mod 0 | White Phosphorus (WP)                                              | 1,3,4,5                                    |
| Mk 67 Mod 1 | Red Phosphorus (RP)                                                | 1,3,4,5                                    |
| WDU-4/A     | APERS warhead w/ unknown number of flechettes of unknown weight    | 11 (Integral to Warhead)                   |